# 石井正之
石井 正之（いしい まさゆき）は、江戸時代前期の肥前国の武士。佐賀鍋島藩士。島原の乱一番槍の勇将として知られる。

## 来歴
朝鮮国出身の林利兵衛貞正（栄久）の子として生まれる。実父貞正は、文禄・慶長の役のとき、佐賀藩祖鍋島直茂によって連行され、その後帰化し、佐賀藩士になった。医業に通じていたため、直茂・陽泰院夫妻の侍医をつとめた。
正之は、幼少の頃、藩の家老職をつとめる石井縫殿助茂清（石井二男家）の養子になった。幼名は塩童（えんどう）。
塩童は利発な少年で、義理に厚い性分であった。
養父茂清が不慮の死を遂げた際、佐賀藩初代藩主鍋島勝茂は、塩童に養父茂清の家督を継ぐことを命じた。
ところが、塩童はそれを固辞し、茂清の実子で塩童の義弟にあたる倉法師（のちの石井兵庫助孝成）を推挙した。塩童は勝茂に対し、「養父茂清は、おそらく実子である倉法師を跡目にと、本心では望んでいたはずです。せっかくの殿様の思し召しではございますが、私は家督のお話を辞退し、無禄で奉公させていただきたい」と言上する。
勝茂は「では、亡き茂清の知行の半分を倉法師に継がせて、残りの半分を塩童が継げばよいではないか。妙案であろう」と提案するも、塩童はこれも固辞する。
「倉法師には何の落ち度もないのに、家禄が半減するのはとでも不憫なことです。家禄はそのままに、倉法師に家督を相続させてください。重ねて、私は無禄で構いません」と求めた。
勝茂もそれ以上の説得を諦め、倉法師に「塩童の生活は、倉法師の知行のうちから融通するように」と命じ、「塩童は、若輩ながら見事な心意気である」と喝破した。
元服してからは弥七左衛門と改称し、諱は正之と名乗る。別家（石井弥七左衛門家）を新たに立て、妻には藩主鍋島勝茂の養女として、鍋島市佑長昭（納富鍋島家）の娘を迎えた。
正之は、島原の乱に従軍し、一族の石井伝右衛門正能とともに一番槍の武功を挙げる。
このとき、鍋島勝茂隊は、軍令がないまま戦闘を開始していたため、藩の上層部は、後々、幕府から軍令違反の罪を問われる可能性があることを憂慮していた。そのため、一番槍の者には、幕府からの事情聴取があるということで、勝茂の庶長子で、小城藩初代藩主の鍋島元茂は、「後々幕府からのお咎めがありましょうから、そのとき、堂々と申し開きのできる人物は石井弥七左衛門をおいて他にはおりますまい。今回の一番槍は弥七左衛門にお決めなさいませ」と勝茂に進言し、正之の一番槍の武功が公に認められることになったという。この武功によって、知行625石を拝領し、上士に列した。
死後、嫡男の石井源左衛門正澄（のちの佐五右衛門）が家督を継いだ。